# Obeid bin Said bin Rashid
Obeid bin Said bin Rashid (XVIII secolo – Dubai, 1836), è stato emiro di Dubai dal 1833 al 1836. Con Maktum I bin Butti bin Suhail guidò una migrazione della sua tribù da Abu Dhabi.
L'insediamento di Dubai aveva in precedenza reso omaggio ai Banu Yas di Abu Dhabi. Nel 1820, quando venne firmato il trattato marittimo generale tra gli sceicchi della costa sud-orientale del golfo Persico e gli inglesi, era governato da un reggente. Il reggente, Saeed bin Saif bin Zaal, firmò a nome di suo nipote, lo sceicco Mohammed bin Hazza Al Zaal, che all'epoca era minorenne. Mohammed rimase capo di Dubai fino all'arrivo degli Al Bu Falasah nel 1833, quando aveva 23 anni.
La migrazione di circa 800 membri della Casa di Al Bu Falasah fu provocata da un colpo di Stato che rimosse Tahnun bin Shakhbut Al Nahyan dalla guida dell'emirato di Abu Dhabi e della tribù Banu Yas. Una sottosezione della tribù, gli Al Bu Falasah, non era d'accordo con il nuovo sovrano, lo sceicco Khalifa bin Shakhbut Al Nahyan, e si spostarono a nord, verso Dubai, che all'epoca consisteva in un insediamento di circa 250 case ad Al Shindagha e dal forte di Al Fahidi, dall'altra parte dell'ingresso di Ghubaiba. La migrazione fu un'impresa ardua e si svolse per diverso tempo durante e dopo la stagione perlacea di quell'anno che in genere va da maggio a novembre.
Morì di vecchiaia nel 1836 lasciando il governo a Maktum I bin Butti bin Suhail come unico regnante.